# Antofalla (Catamarca)
Antofalla es una localidad perteneciente al Departamento Antofagasta de la Sierra, en el noroeste de la provincia de Catamarca, Argentina. Está situada al pie del volcán homónimo, el volcán Antofalla, junto al Salar de Antofalla y es hogar de una comunidad indígena del pueblo kolla atacameño.  
El nombre Antofalla proviene del idioma kunza y significa "pueblo donde muere el sol". Es una comunidad pequeña y tranquila, y se organiza con un régimen especial, gobernada por un cacique, la máxima autoridad del pueblo, y un consejo de ancianos que preserva las tradiciones ancestrales.
El acceso a la localidad desde la cabecera departamental, Antofagasta de la Sierra, implica atravesar el Abra de los Colorados, ubicado a 4 667 m s.n.m. Este camino, construido en 1 989, conecta la región a través de un recorrido montañoso.
Dadas las extremas condiciones climáticas de la zona, con temperaturas invernales que oscilan entre los -15 °C y -20 °C, el calendario escolar se organiza entre los meses de septiembre y mayo, evitando los períodos más rigurosos del invierno.
A pesar de su aislamiento, los habitantes de Antofalla reciben con los brazos abiertos a los visitantes, y es posible conversar con ellos o disfrutar de un almuerzo en el comedor local, la oportunidad de sumergirse en la vida cotidiana de la comunidad.
En la capilla del pueblo hay una inscripción que reza: “Hay algunos que leen libros para encontrar a Dios, la belleza de lo creado es un gran libro”.

## Población
Según los datos del Instituto Nacional de Estadística y Censos (Indec) en 2 010, Antofalla cuenta con una población de 45 habitantes, cifra que se mantuvo estable en comparación con el censo de 2 001, cuando también registraba 45 habitantes.
| Gráfica de evolución demográfica de Antofalla entre 1991 y 2010 |
|                                                                 |
| Fuente: Censos nacionales del INDEC                             |

## Nueva Red Eléctrica de Antofalla
El 26 de mayo de 2 012, la gobernadora de Catamarca, Lucía Corpacci, inauguró el nuevo sistema eléctrico para la localidad de Antofalla. Este sistema incluyó la habilitación de un nuevo generador de 250 KVA, el tendido de 750 metros de red domiciliaria y la conexión de 37 usuarios.
En la misma jornada, se realizó el corte de cintas para el acceso al poblado. Acompañaron a la Dra. Corpacci en la inauguración el ministro Manuel Isauro Molina, Eduardo Andrada, presidente de Energía de Catamarca S.A.P.E.M., y Ramón Ramos, delegado comunal de Antofalla.